# Srbovo
Srbovo (em cirílico:Србово) é uma vila da Sérvia localizada no município de Negotin, pertencente ao distrito de Bor, nas regiões de Timočka Krajina e Negotinska Krajina. A sua população era de 502 habitantes segundo o censo de 2002.

## Demografia
| 1948 | 1953 | 1961 | 1971  | 1981  | 1991 | 2002 |
| ---- | ---- | ---- | ----- | ----- | ---- | ---- |
| 951  | 972  | 999  | 1 030 | 1 053 | 951  | 502  |